# Kibernetička održivost
Kibernetička održivosti odnosi se na mogućnost nekog entiteta da neprestano isporučuje određeni željeni ishod unatoč nesigurnom i štetnom kibernetičkom okruženju.
Kibernetička održivost predstavlja rastući koncept koji biva sve više priznat diljem svijeta. Koncept se najviše koristi u terminologiji informacijske sigurnosti, poslovnog kontinuiteta i organizacijske otpornosti i održivosti. 
Entiteti koji su zahvaćeni ovim terminom ili su njegovi potencijalni korisnici jesu: IT sustavi, kritična infrastruktura, poslovni procesi, organizacije, civilna društva i državna administracija. Štetni kibernetički događaji su svi oni događaji koji mogu negativno utjecati na dostupnost, integritet ili tajnost mrežnih internetskih/informacijskih sustava i povezanih usluga. Štetni IT događaji mogu biti izazvani namjerno ili slučajno, te mogu biti djelo čovjeka ili prirode (ili kombinacija potonjih). Ako su izazvani namjerno onda govorimo o kibernetičkim napadima (hakiranje). 
Cilj kibernetičke održivosti je održavanje sposobnosti entiteta da i nakon štetnih posljedica i događaja nastavi isporučivati usluge i promet kao da se ništa nije dogodilo (nakon elemenata katastrofe, napada, hakiranja, ugroze nacionalne sigurnosti, rata i sl.).
Održivost je definirana u američkim predsjedničkim smjernicama (PPAS-21) kao sposobnost da se pripremi i prilagodi promijenjenim okolnostima te da se vrši aktivno otpor i oporavak od bilo kakvih štetnih događaja unutar IT mreže.